# San Juan, Jalisco
San Juan är en ort i Mexiko.   Den ligger i kommunen San Pedro Tlaquepaque och delstaten Jalisco, i den centrala delen av landet, 400 km väster om huvudstaden Mexico City. San Juan ligger 1 590 meter över havet och antalet invånare är 109.
Terrängen runt San Juan är en högslätt. Runt San Juan är det mycket tätbefolkat, med 2 345 invånare per kvadratkilometer. Närmaste större samhälle är Guadalajara, 16,2 km nordväst om San Juan. Trakten runt San Juan består till största delen av jordbruksmark.